# Van Hool NewA330
Pour les articles homonymes, voir A330 (homonymie).
Le Van Hool NewA330 est un autobus urbain et trolleybus fabriqué et commercialisé par le constructeur belge Van Hool entre 2002 et 2021. Il subira en 2015 un léger lifting de l'avant et l'arrière.
Il est désormais remplacé par le Van Hool A12, qui n'existe qu'en version électrique ou hydrogène.

## Histoire
- 2002 : lancement de la phase I du NewA330 et de l'A300 L (versions diesel).
- 2003 : élu « Bus of the Year » (en français : Bus de l'année).
- 2015 : arrêt de la production de la phase I et lancement de la phase II.
  - Sortie du nouveau modèle Hybride adapté pour le réseau de transport de Monaco avec feux diurnes, carénages-roues et sièges de l'ExquiCity avec la nouvelle norme de pollution Euro 6.

Il succède l'A330 et est disponible en versions pour Europe et Amérique du Nord.

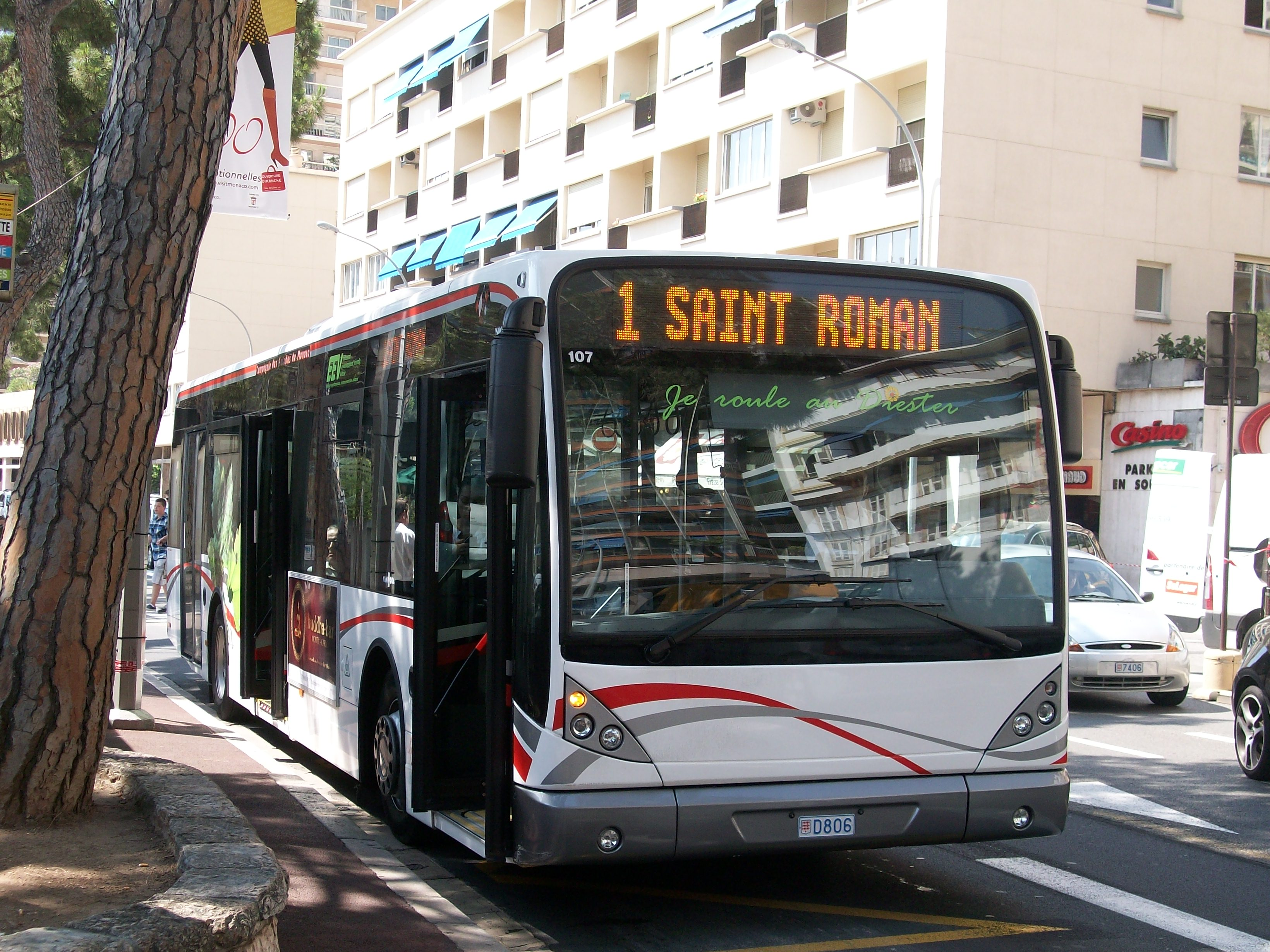
Phase I
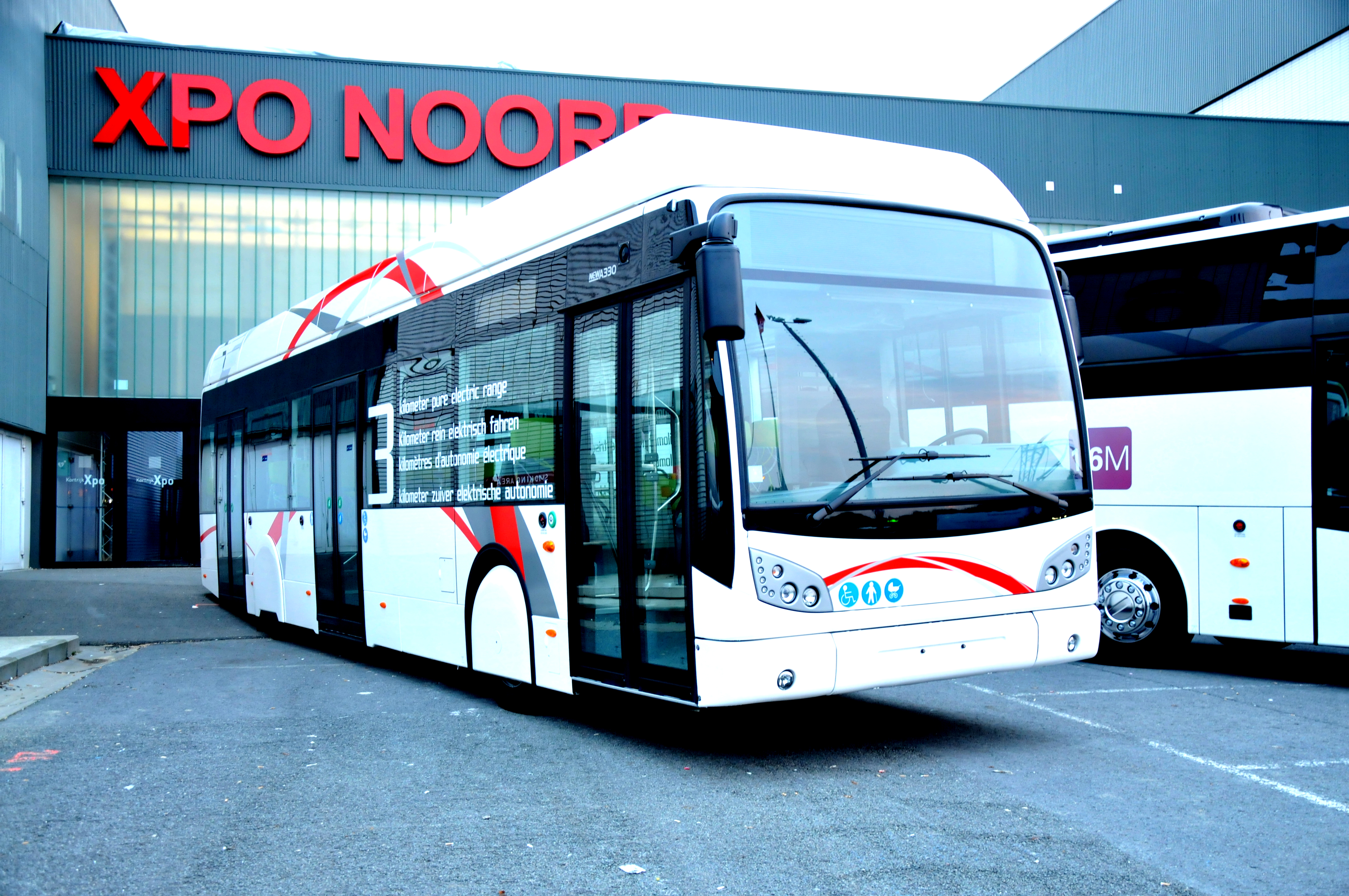
Phase II

## Modèles

### Générations
Le NewA330 a été produit avec 4 générations de moteurs diesel : 
- Euro 3 : construits de 2002 à 2006.
- Euro 4 : construits de 2006 à 2009.
- Euro 5 : construits de 2009 à 2014.
- Euro 6 : construits de 2014 à 2022.

Il a été proposé à la vente avec un moteur hybride, nommé NewA330 HYB. On peut remarquer que ce modèle a une "longue bosse" sur la partie avant du toit pour les appareils électriques.

### Les différentes versions

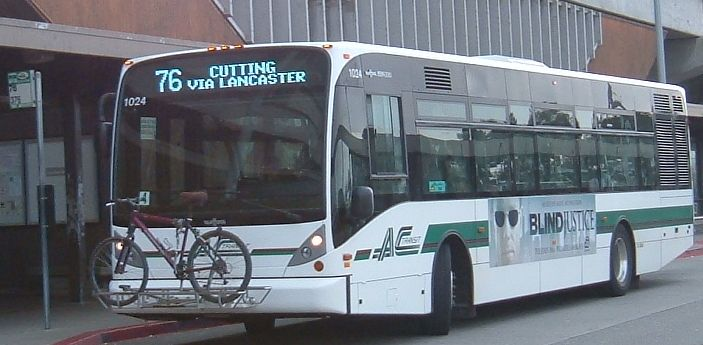
Van Hool A330 (version nord-américaine).

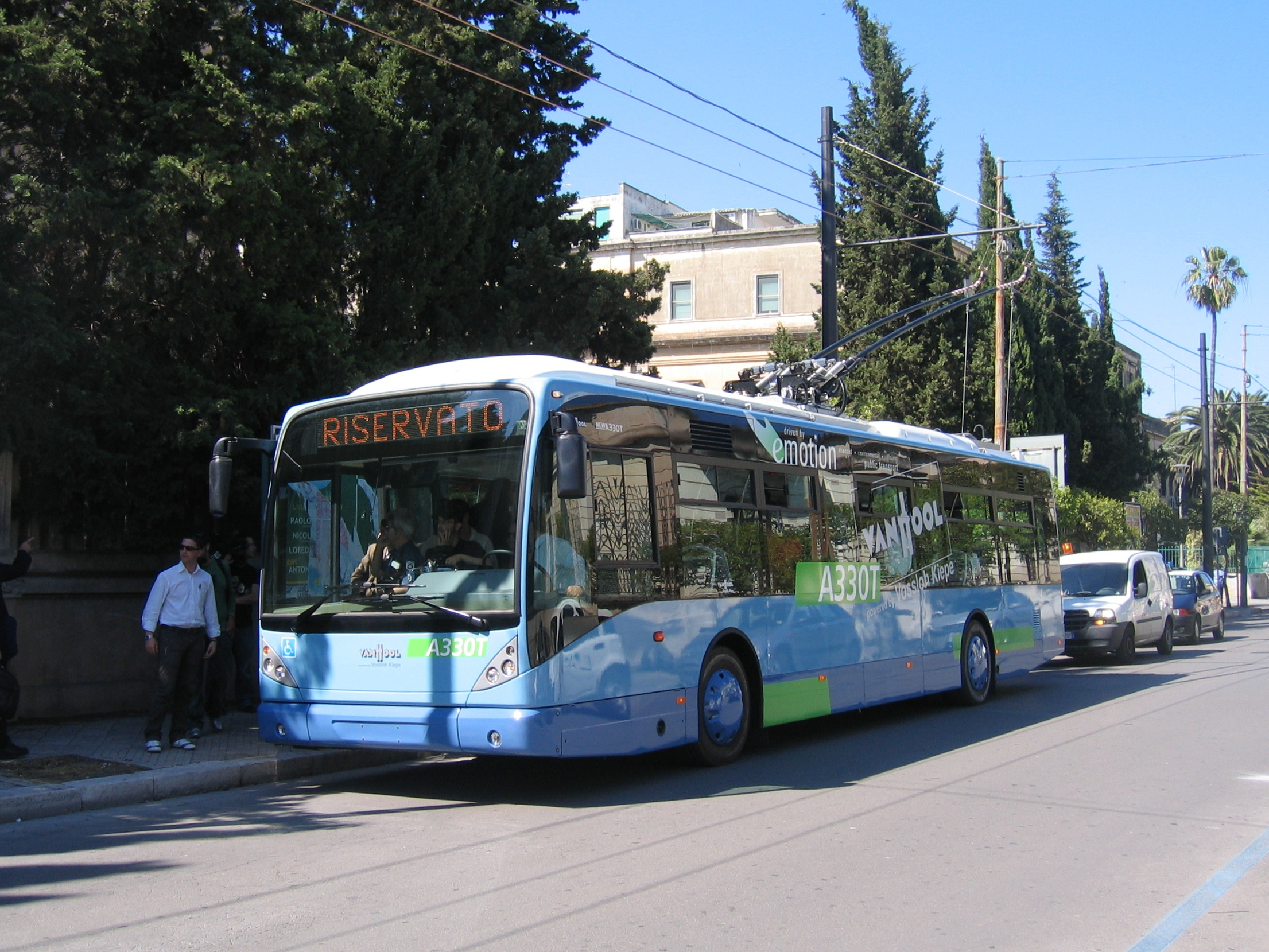
Van Hool NewA330T.

- NewA330 : version européenne ayant une motorisation diesel.
- NewA330 Hyb : version européenne ayant une motorisation hybride (diesel-électrique).
- NewA330 CNG : version européenne ayant une motorisation au gaz.
- NewA330 FC : version européenne ayant une motorisation à l'hydrogène.
- NewA330 T : version européenne ayant une motorisation électrique (Trolleybus).
- A330 : version nord-américaine ayant une motorisation diesel ; la plupart des exemplaires portent le même nom que les Van Hool A330.

## Caractéristiques

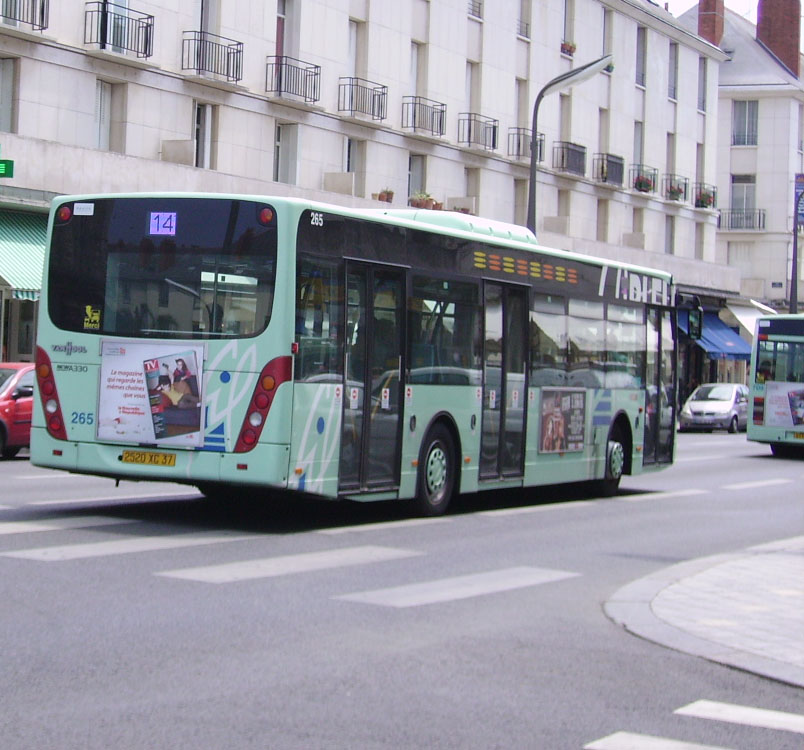
Vue arrière (Fil bleu, Tours).

Le NewA330 existe en version deux ou trois portes, dispose d'un plancher surbaissé et un moteur placé verticalement à l'arrière du bus sur la gauche, en porte-à-faux.

### Dimensions
|                                   | NewA330 diesel              | NewA300 Hyb                 | NewA330 Hyb                 | NewA330 CNG                 | NewA330 FC                  | NewA330 T                   | A300 L                      | A300 L FC                   |
| --------------------------------- | --------------------------- | --------------------------- | --------------------------- | --------------------------- | --------------------------- | --------------------------- | --------------------------- | --------------------------- |
| Longueur                          | 11 995 mm                   | 11 535 mm                   | 11 995 mm                   | 11 995 mm                   | 13 155 mm                   | 11 995 mm                   | 12 420 mm                   | 12 360 mm                   |
| Largeur (sans rétroviseurs)       | 2 550 mm                    | 2 550 mm                    | 2 550 mm                    | 2 550 mm                    | 2 550 mm                    | 2 550 mm                    | 2 590 mm                    | 2 590 mm                    |
| Hauteur (sans climatisation)      | 3 100 mm                    | 3 280 mm                    | 3 220 mm                    | 3 385 mm                    | 3 420 mm                    | 3 683 mm                    | 3 400 mm                    | 3 460 mm                    |
| Empattement                       | 5 790 mm                    | 5 400 mm                    | 5 790 mm                    | 5 790 mm                    | 5 110 / 1 690 mm            | 5 790 mm                    | 7 050 mm                    | 6 840 mm                    |
| Porte-à-faux                      | Av : 2 715 mm Ar : 3 490 mm | Av : 2 715 mm Ar : 3 420 mm | Av : 2 715 mm Ar : 3 420 mm | Av : 2 715 mm Ar : 3 490 mm | Av : 2 715 mm Ar : 3 640 mm | Av : 2 715 mm Ar : 3 490 mm | Av : 2 055 mm Ar : 3 055 mm | Av : 2 055 mm Ar : 3 225 mm |
| Rayon de braquage                 |                             |                             |                             |                             |                             |                             |                             |                             |
| Angle d’attaque / Fuite           | 7° 7'                       | 7° 7'                       | 7° 7'                       | 7° 7'                       | 7° 7'                       | 7° 7'                       | 9°                          | 9°                          |
| Masse à vide                      |                             |                             |                             |                             |                             |                             |                             |                             |
| P.T.A.C.                          |                             |                             |                             |                             |                             |                             |                             |                             |
| Capacité : assis + debout = maxi* | 21 ou 40 assis              | 35 assis                    | 25 assis                    | 36 assis                    | 36 assis                    | 32 assis                    | 31 assis                    | 32 assis                    |
| Portes                            | 2 ou 3 portes               |                             | 2 ou 3 portes               | 2 ou 3 portes               | 2 ou 3 portes               | 3 portes                    | 2 ou 3 portes               | 2 portes                    |
| Hauteur du plancher               | 330 mm                      | 340 mm                      | 340 mm                      | 330 mm                      | 330 mm                      | 330 mm                      | 370 mm                      | 370 mm                      |

* = variable selon l'aménagement intérieur.

### Motorisation thermique

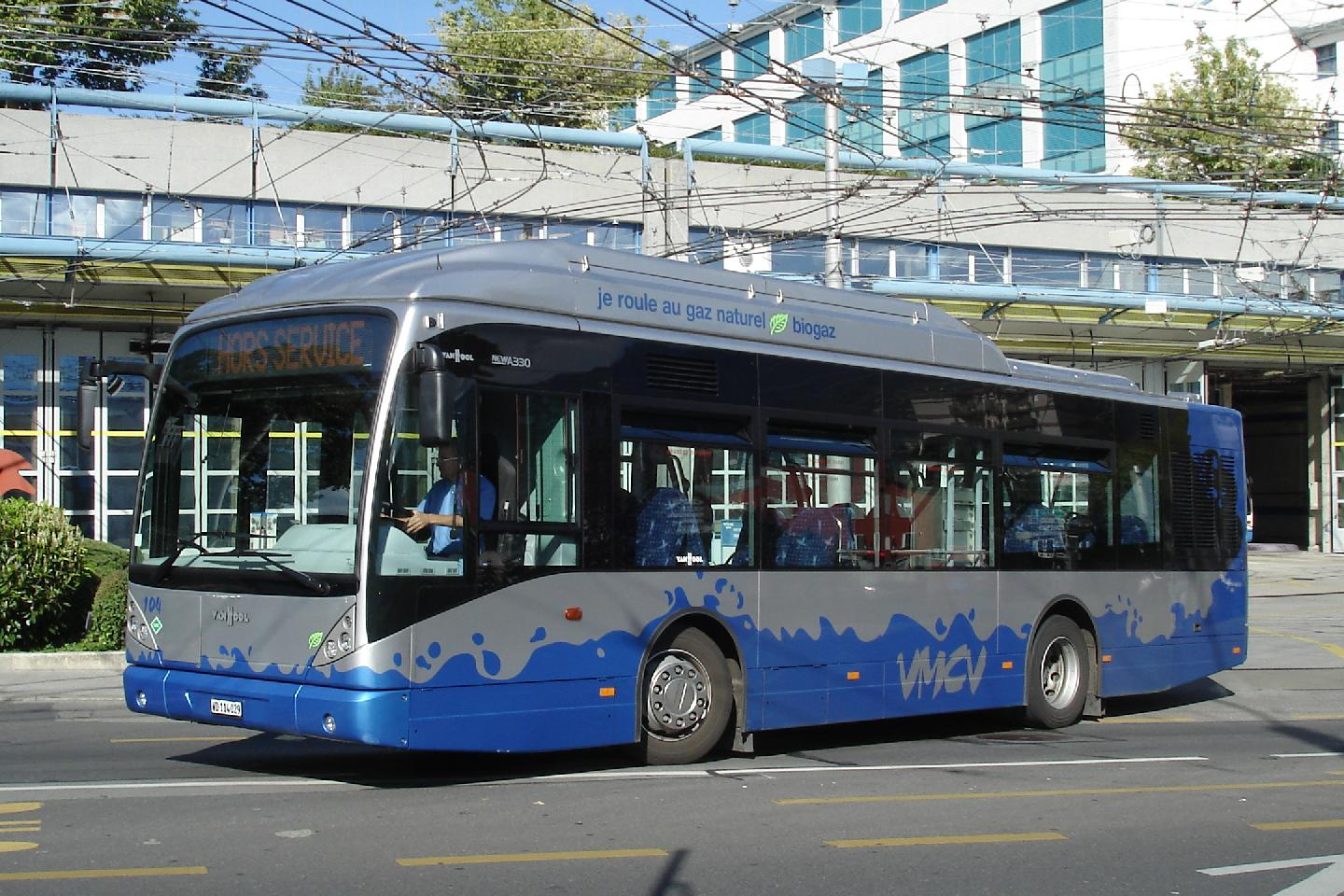
Van Hool NewA330 CNG.

Le NewA330 a eu trois motorisations diesel disponibles lors de son lancement ; des motorisations hybrides, gaz (CNG), hydrogène et électrique sont arrivées quelques années après.

L'A300 L pourra être équipé d'une motorisation diesel et également hydrogène.
- Du côté des moteurs diesel : 
  - le MAN D2066 LOH six cylindres en ligne à injection directe Common Rail de ? litres avec turbocompresseur faisant 235 kW (319 ch). Modifié pour chaque sortie d'une nouvelle norme euro.
  - le DAF PR six cylindres en ligne à injection directe Common Rail de ? litres avec turbocompresseur faisant 183 kW (249 ch). Modifié pour chaque sortie d'une nouvelle norme euro.
  - le DAF PR six cylindres en ligne à injection directe Common Rail de ? litres avec turbocompresseur faisant 228 kW (310 ch). Modifié pour chaque sortie d'une nouvelle norme euro.
  - le Cummins ISL280 six cylindres en ligne à injection directe Common Rail de ? litres avec turbocompresseur.
  - le Cummins ISL330 six cylindres en ligne à injection directe Common Rail de ? litres avec turbocompresseur.

- Du côté des moteurs hybrides :

- Du côté des moteurs au gaz :

- Du côté des moteurs à l'hydrogène :

- Du côté des moteurs électrique :

#### Diesel
| Modèle                                 | Construction | Moteur + Nom                        | Norme Euro        | Cylindrée       | Performance                  | Couple               | Vitesse maxi | Consommation + CO2    |
| -------------------------------------- | ------------ | ----------------------------------- | ----------------- | --------------- | ---------------------------- | -------------------- | ------------ | --------------------- |
| Van Hool NewA330 (ZF ECOMAT 4 - VOITH) | 2002 - 2006  | 6 cylindres en ligne MAN D2066 LOH  | Euro 3            | ... cm3 (... L) | 235 kW (319 ch) à ... tr/min | ... N m à ... tr/min | ... km/h     | ... l/100 km ... g/km |
| Van Hool NewA330 (ZF ECOMAT 4 - VOITH) | 2002 - 2006  | 6 cylindres en ligne DAF PR         | Euro 3            |                 | 183 kW (249 ch)              |                      |              |                       |
| Van Hool NewA330 (ZF ECOMAT 4 - VOITH) | 2002 - 2006  | 6 cylindres en ligne DAF PR         | Euro 3            |                 | 228 kW (310 ch)              |                      |              |                       |
| Van Hool NewA330 (ZF ECOMAT 4 - VOITH) | 2006 - 2009  | 6 cylindres en ligne MAN D2066 LOH  | Euro 4            |                 | 235 kW (319 ch)              |                      |              |                       |
| Van Hool NewA330 (ZF ECOMAT 4 - VOITH) | 2006 - 2009  | 6 cylindres en ligne DAF PR         | Euro 4            |                 | 183 kW (249 ch)              |                      |              |                       |
| Van Hool NewA330 (ZF ECOMAT 4 - VOITH) | 2006 - 2009  | 6 cylindres en ligne DAF PR         | Euro 4            |                 | 228 kW (310 ch)              |                      |              |                       |
| Van Hool NewA330 (ZF ECOMAT 4 - VOITH) | 2009 - 2014  | 6 cylindres en ligne MAN D2066 LOH  | Euro 5 - EEV      |                 | 235 kW (319 ch)              |                      |              |                       |
| Van Hool NewA330 (ZF ECOMAT 4 - VOITH) | 2009 - 2014  | 6 cylindres en ligne DAF PR         | Euro 5 - EEV      |                 | 183 kW (249 ch)              |                      |              |                       |
| Van Hool NewA330 (ZF ECOMAT 4 - VOITH) | 2009 - 2014  | 6 cylindres en ligne DAF PR         | Euro 5 - EEV      |                 | 228 kW (310 ch)              |                      |              |                       |
| Van Hool NewA330 (ZF ECOLIFE - VOITH)  | 2014 - ...   | 6 cylindres en ligne MAN D2066 LOH  | Euro 6            |                 | 235 kW (319 ch)              |                      |              |                       |
| Van Hool NewA330 (ZF ECOLIFE - VOITH)  | 2014 - ...   | 6 cylindres en ligne DAF PR         | Euro 6            |                 | 183 kW (249 ch)              |                      |              |                       |
| Van Hool NewA330 (ZF ECOLIFE - VOITH)  | 2014 - ...   | 6 cylindres en ligne DAF PR         | Euro 6            |                 | 228 kW (310 ch)              |                      |              |                       |
| Van Hool A300 L (VOITH)                | 2002 - ...   | 6 cylindres en ligne Cummins ISL280 | Pas de Norme Euro |                 |                              |                      |              |                       |
| Van Hool A300 L (VOITH)                | 2002 - ...   | 6 cylindres en ligne Cummins ISL330 | Pas de Norme Euro |                 |                              |                      |              |                       |

#### GNV
| Modèle                                             | Construction | Moteur + Nom           | Norme Euro | Cylindrée | Performance | Couple | Vitesse maxi | Consommation + CO2 |
| -------------------------------------------------- | ------------ | ---------------------- | ---------- | --------- | ----------- | ------ | ------------ | ------------------ |
| Van Hool NewA330 CNG Gaz (GNV) (ZF ECOMAT - VOITH) |              | 6 cylindres en ligne . |            |           |             |        |              |                    |

### Motorisation hybride
| Modèle                                                  | Construction | Moteur + Nom           | Norme Euro | Cylindrée | Performance | Couple | Vitesse maxi | Consommation + CO2 |
| ------------------------------------------------------- | ------------ | ---------------------- | ---------- | --------- | ----------- | ------ | ------------ | ------------------ |
| Van Hool NewA300 Hyb Hybride diesel (ZF ECOMAT - VOITH) |              | 6 cylindres en ligne . |            |           |             |        |              |                    |
| Van Hool NewA330 Hyb Hybride diesel (ZF ECOMAT - VOITH) |              | 6 cylindres en ligne . |            |           |             |        |              |                    |

La version hybride est différentiable de la version diesel grâce à sa hauteur et son rangement d'appareils électriques sur la partie avant son toit.

### Motorisation électrique
| Modèle             | Construction | Moteur + Nom | Norme Euro | Cylindrée | Performance | Couple | Vitesse maxi | Consommation + CO2 |
| ------------------ | ------------ | ------------ | ---------- | --------- | ----------- | ------ | ------------ | ------------------ |
| Van Hool NewA330 T | ... - ...    |              |            |           |             |        |              |                    |

La version électrique est différentiable de la version diesel grâce à sa hauteur et son rangement d'appareils électriques sur la partie arrière son toit.

### Motorisation hydrogène

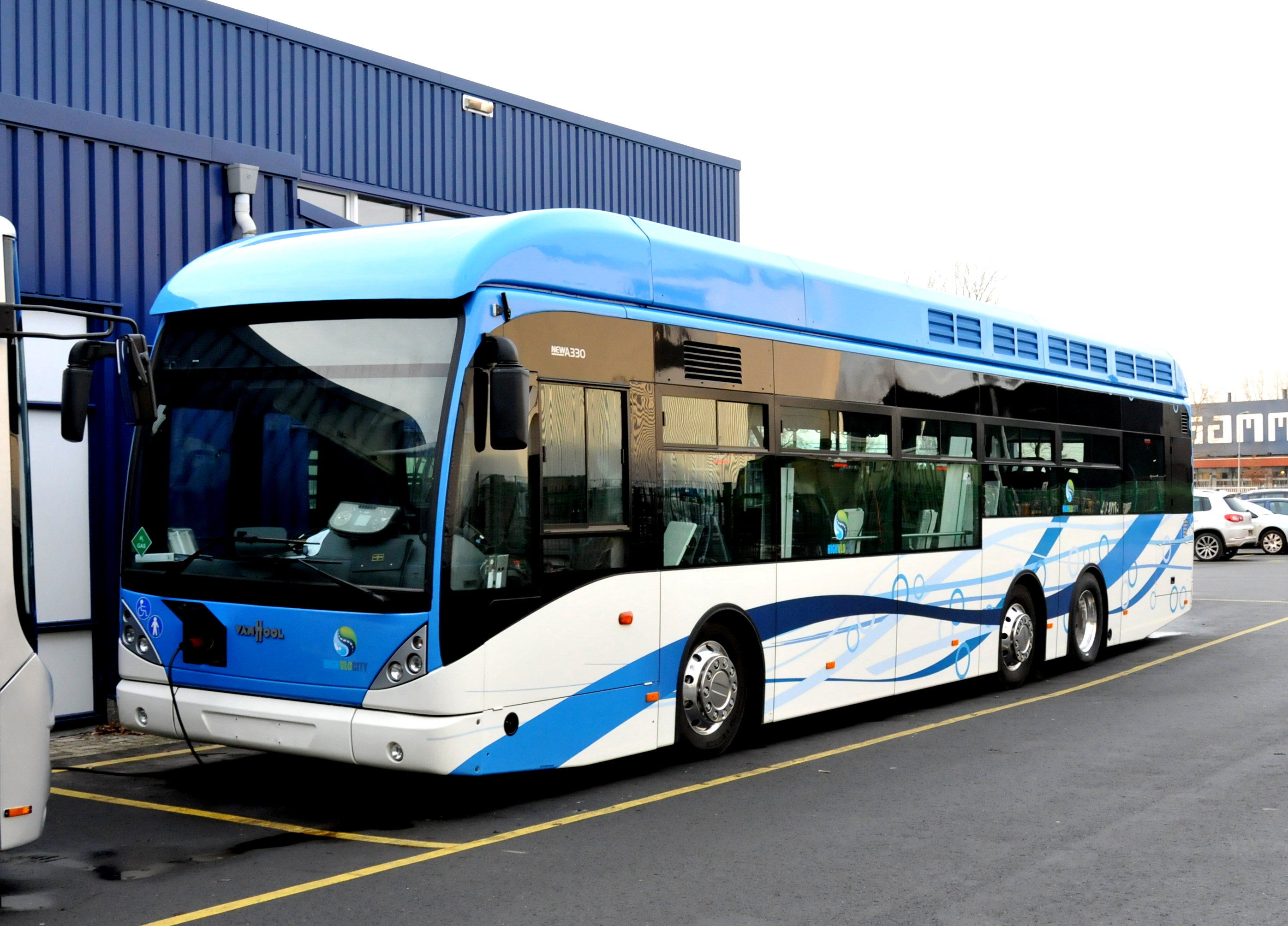
Version longue (3 essieux).
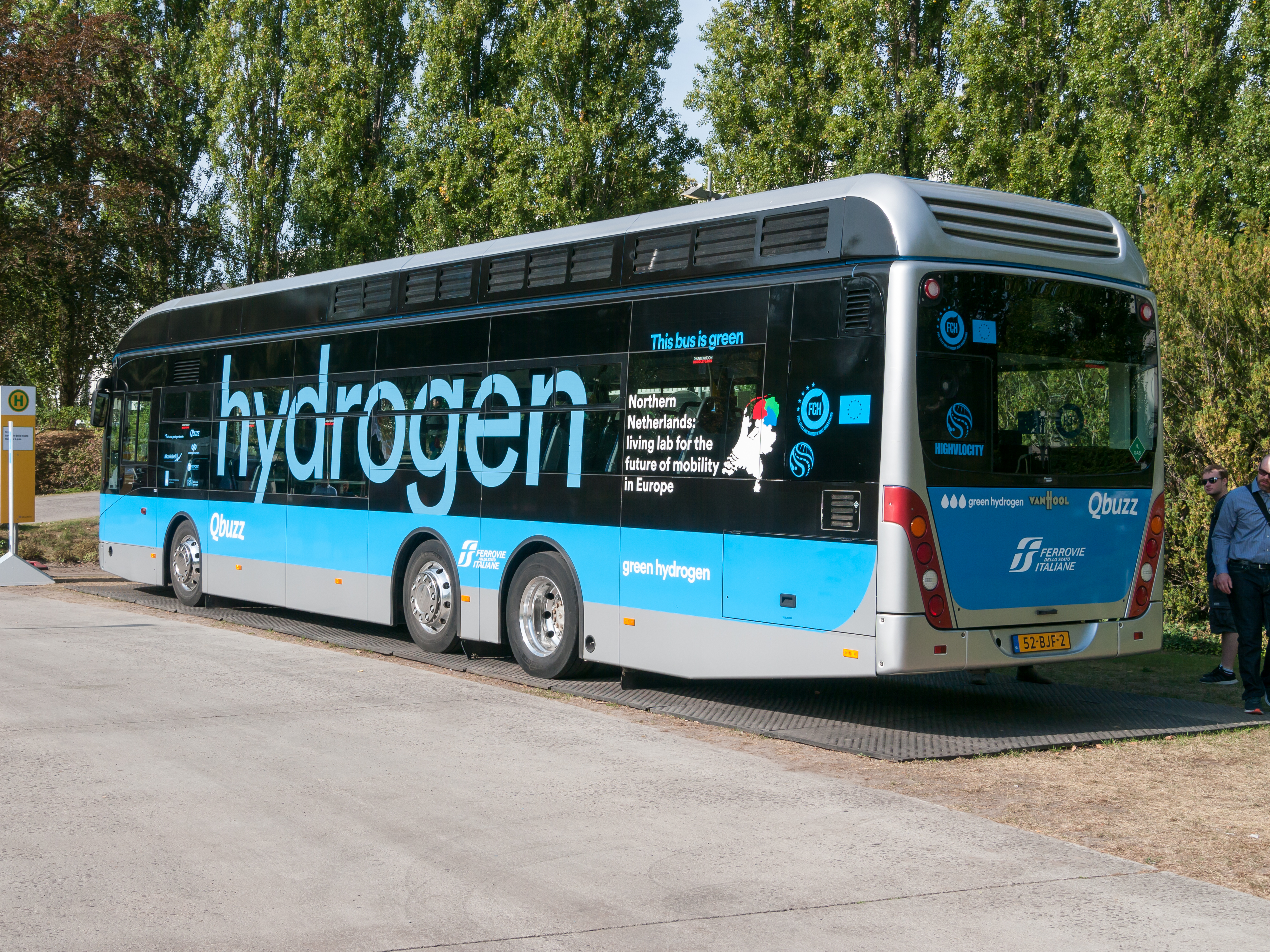
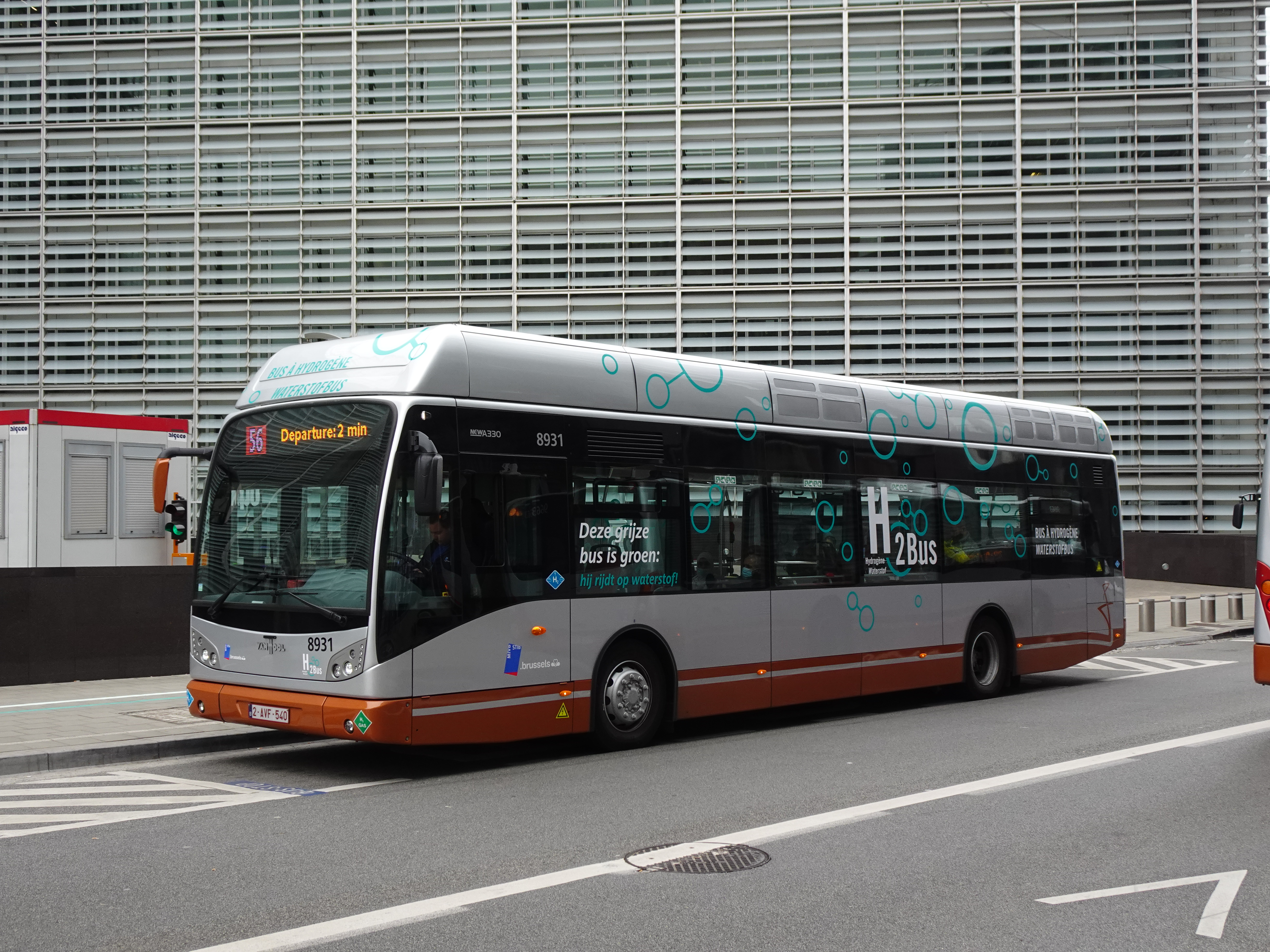
Version à deux essieux.

| Modèle                                            | Construction | Moteur + Nom | Norme Euro | Cylindrée | Performance | Couple | Vitesse maxi | Consommation + CO2 |
| ------------------------------------------------- | ------------ | ------------ | ---------- | --------- | ----------- | ------ | ------------ | ------------------ |
| Van Hool NewA330 FC Hydrogène (ZF ECOMAT - VOITH) |              |              |            |           |             |        |              |                    |
| Van Hool A300 L FC Hydrogène (VOITH)              |              |              |            |           |             |        |              |                    |

### Mécaniques

#### Boite de vitesses
- Marché américain : Voith D864.3 ; Voith D864.5

### Options et accessoires

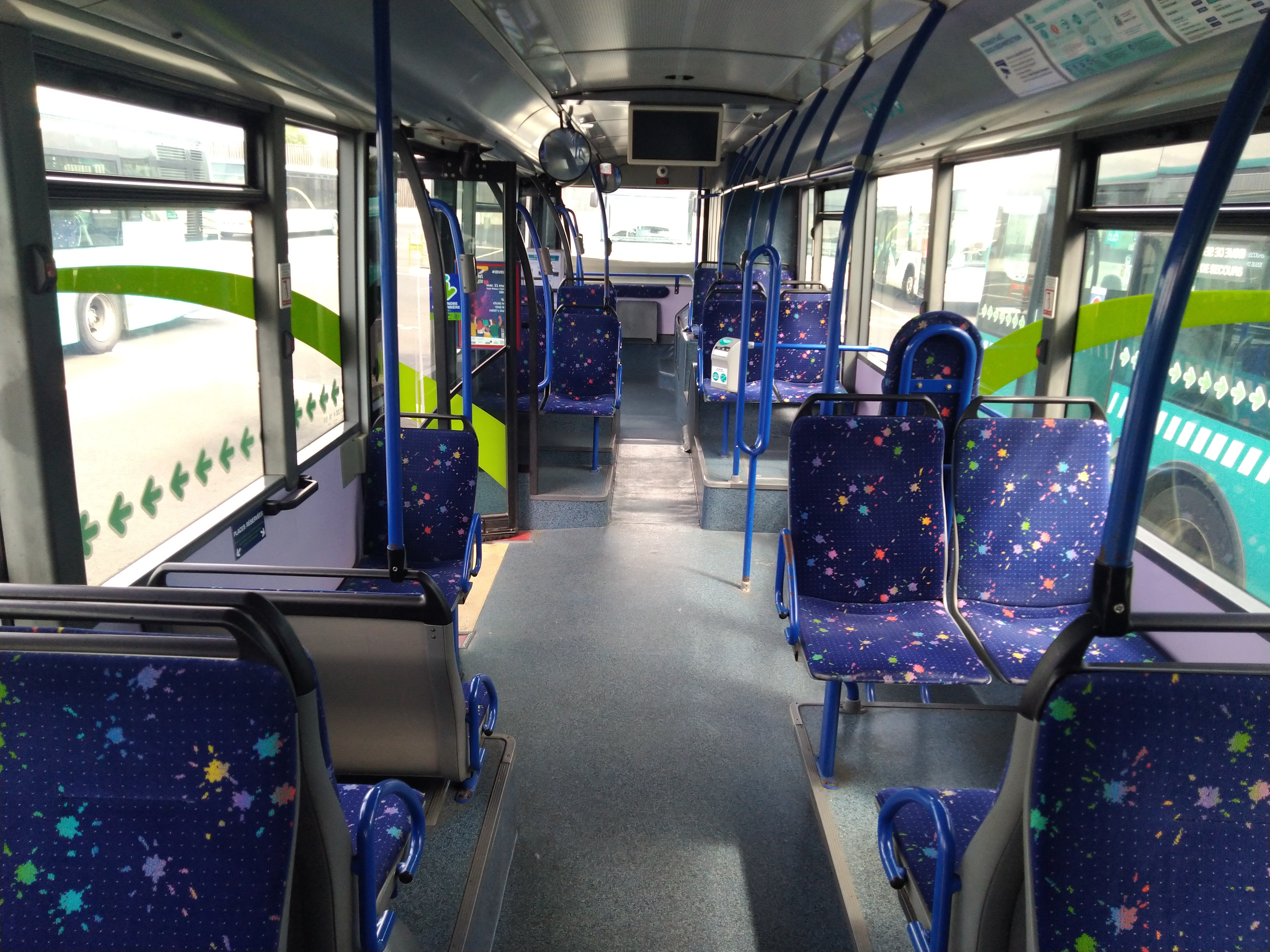
Intérieur d'un NewA330 diesel.

Une palette UFR peut être commandé en option.
L'A300 L peut être différentiable de la version européenne grâce aux normes américaines : jantes chromées, pare-chocs plus gros, échappement en hauteur, porte-vélo à l'avant, etc.